# Tristan Flore
Tristan Flore (* 2. Januar 1995 in Montélimar) ist ein französischer Tischtennis-Nationalspieler. Mit der Mannschaft gewann er dreimal bei Europameisterschaften eine Bronzemedaille.

## Werdegang
Ab 2009 trat der Franzose erstmals international auf, damals erreichte er bei der Schüler-Europameisterschaft im Einzel das Viertelfinale, im Doppel und mit der Mannschaft konnte er sogar die Goldmedaille gewinnen. Weitere Auftritte folgten 2010, wo Flore beim Jugend-TOP-12-Turnier Gold im Einzel gewann und sich somit in der ITTF-Weltrangliste kontinuierlich steigerte.
Bei der Schüler-Europameisterschaft im selben Jahr konnte er in diesem Jahr sogar Platz drei im Einzel erreichen, im Doppel, Mixed und mit der Mannschaft holte er die Goldmedaillen.
2011 erreichte er nach Niederlage gegen Simon Gauzy und Benjamin Brossier den vierten Platz beim Jugend-TOP-12-Turnier, konnte aber diesmal bei der Jugend-Europameisterschaft, wieder im Einzel sowie mit der Mannschaft Gold holen. Zudem wurde er für die Jugend-Weltmeisterschaft nominiert, startete aber nur im Doppel und Mixed, und konnte mit der Mannschaft Bronze gewinnen. Im Doppel scheiterte er im Viertelfinale.
Im Jahr 2012 durfte er nach guten Leistungen sogar bei der Team-Weltmeisterschaft in Dortmund mitspielen, wo das französische Team auf Rang 18 landete, jedoch in der Gruppe scheiterte. Bei der Jugend-WM konnte Flore, wie schon 2011 wieder Bronze mit der Mannschaft gewinnen, mit Simon Gauzy konnte er das Viertelfinale im Doppel erreichen. Auch bei der Jugend-EM holte er drei Medaillen, nämlich im Einzel, Doppel und mit der Mannschaft.
2013 nahm er an weniger Turnieren teil, fiel aber trotzdem nur fünf Plätze in der Weltrangliste. So nahm er unter anderem wieder an der Jugend-WM teil, da konnte er Bronze im Doppel und erneut mit der Mannschaft erreichen.
2014 nahm er nur noch an Turnieren für Erwachsenen teil, so konnte er bei der WM in Tokio Platz 13 mit der Mannschaft erreichen, 2016 das Viertelfinale, das mit 2:3 gegen England verloren ging.
2016 nahm er auch an den Korea Open teil, wo er mit Timo Boll und Marcos Freitas die Nr. 10 und 12 der Weltrangliste besiegte und dann nur knapp mit 3:4 gegen den amtierenden Weltmeister Ma Long verlor. In der Weltrangliste verbesserte er sich so von Platz 100 auf 67. Zudem qualifizierte er sich für den Teamwettbewerb der Olympischen Spiele, wo Frankreich in der ersten Runde knapp am Vereinigten Königreich scheiterte. Bei der Europameisterschaft erreichte er an der Seite von Emmanuel Lebesson das Achtelfinale im Doppel.
Bei der EM 2017 wurde er mit dem Team nach einer Niederlage gegen Deutschland Dritter. Bei der WM erreichte er die dritte Runde.
Im Januar 2018 erreichte er mit Platz 41 in der Weltrangliste eine neue persönliche Bestmarke, war in diesem Jahr jedoch kaum international aktiv – bei der Europameisterschaft trat er an, verlor aber in der ersten Runde gegen Benedek Oláh – und fiel dadurch wieder weit zurück.

## Vereine
2011–:  AS Pontoise-Cergy TT

## Erfolge
Größte Erfolge von Tristan Flore im Erwachsenenbereich:
| Verband | Veranstaltung           | Jahr | Ort            | Land | Einzel     | Doppel        | Mixed         | Team          |
| ------- | ----------------------- | ---- | -------------- | ---- | ---------- | ------------- | ------------- | ------------- |
| FRA     | Olympische Spiele       | 2016 | Rio de Janeiro | BRA  |            |               |               | letzte 16     |
| FRA     | Weltmeisterschaft       | 2019 | Budapest       | HUN  | letzte 128 | letzte 16     | letzte 16     |               |
| FRA     | Weltmeisterschaft       | 2017 | Düsseldorf     | GER  | letzte 32  | letzte 32     | letzte 64     |               |
| FRA     | Weltmeisterschaft       | 2016 | Kuala Lumpur   | MAL  |            |               |               | Viertelfinale |
| FRA     | Weltmeisterschaft       | 2014 | Tokio          | JPN  |            |               |               | 13            |
| FRA     | Weltmeisterschaft       | 2012 | Dortmund       | GER  |            |               |               | 18            |
| FRA     | Europameisterschaft     | 2019 | Nantes         | FRA  |            |               |               | 3             |
| FRA     | Europameisterschaft     | 2018 | Alicante       | ESP  | letzte 64  |               |               |               |
| FRA     | Europameisterschaft     | 2017 | Luxemburg      | LUX  |            |               |               | 3             |
| FRA     | Europameisterschaft     | 2016 | Budapest       | HUN  | Qual.      | letzte 16     |               |               |
| FRA     | Europameisterschaft     | 2015 | Jekaterinburg  | RUS  | Qual.      | letzte 32     |               | 3             |
| FRA     | Europaspiele            | 2019 | Minsk          | BLR  |            |               | Bronze        |               |
| FRA     | Challenge Series        | 2020 | Maskat         | OMN  | letzte 16  |               | Gold          |               |
| FRA     | Challenge Series        | 2020 | Lissabon       | POR  | letzte 32  |               | Silber        |               |
| FRA     | Challenge Series        | 2019 | Minsk          | BLR  | Halbfinale | Viertelfinale |               |               |
| FRA     | Challenge Series        | 2019 | Maskat         | OMN  | letzte 32  | Viertelfinale | Halbfinale    |               |
| FRA     | World Tour              | 2019 | Budapest       | HUN  | Qual.      | Halbfinale    | Viertelfinale |               |
| FRA     | World Tour Grand Finals | 2019 | Zhengzhou      | CHN  |            |               | Viertelfinale |               |

## Material
Holz: Samsonov Force Pro
Vorhand: Evolution MX-P
Rückhand: Evolution MX-P